# Solaster exiguus
Solaster exiguus is een zeester uit de familie Solasteridae.
De wetenschappelijke naam van de soort werd in 1910 gepubliceerd door Walter Kenrick Fisher.